# George Noble Plunkett
George Noble Plunkett, född den 3 december 1851 i Dublin, död den 12 mars 1948, var en irländsk författare och politiker.
Plunkett, som var påvlig greve, ägnade sig åt konsthistoriska, filologiska och arkeologiska studier. Han var 1907-16 direktör för Dublins nationalmuseum för vetenskap och konst och uppträdde flitigt som föreläsare i irländsk arkeologi, konst- och litteraturhistoria. Han trädde tidigt i förbindelse med sinn-feinrörelsen, flera av hans söner var invecklade i påskupproret 1916, och en av dem, Joseph Plunkett, blev efter upprorets kuvande avrättad samma år. Sinnfeinarna genomdrev Plunketts val till underhusledamot 1917, och han omvaldes 1918, men tog aldrig säte i riksparlamentet, som han nominellt tillhörde till och med 1923. I den irländska regeringen var han minister för utrikes ärenden och sköna konster. Förutom diktsamlingar (bland annat Arrows, 1921) skrev han Sandro Botticelli (1900) och Architecture of Dublin (1908) samt utgaf 1882-83 litteratur- och konsttidskriften "Hibernia".